# ديك ألين (لاعب كرة قدم أسترالية)
ديك ألين (بالإنجليزية: Dick Allen)‏ هو لاعب كرة قدم أسترالية أسترالي، ولد في 22 ديسمبر 1921 في Collingwood, Victoria ‏ في أستراليا، وتوفي في 14 أغسطس 1977 في Sydenham, Victoria ‏ في أستراليا.

## وصلات خارجية
- ديك ألين على موقع AustralianFootball.com (الإنجليزية)
- ديك ألين على موقع AFLtables.com (الإنجليزية)